# Vùng Magway
Tôn giáo ở Magway (2014)

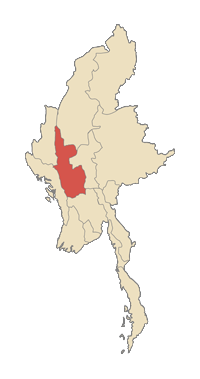
Vị trí của Vùng Magway.

Vùng Magway là một vùng hành chính của Myanmar. Thủ phủ vùng là thành phố Magway. Đây là vùng hành chính rộng nhất ở Myanmar, 44.819 km². Dân số là 4.464.000 trong đó 95% là người Miến. Phía Bắc của Vùng Magway là Vùng Sagaing, phía Đông là Vùng Mandalay, phía Nam là Vùng Bago, phía Tây là các bang Rakhine và Chin. Vùng Magway chia thành các thành phố và nhóm huyện là Magway, Minbu, Palokku, Thayetmyo và Gangaw.
Vùng Magway là nơi khai thác dầu mỏ chủ yếu của Myanmar. Các ngành công nghiệp khác là sản xuất xi măng, vải bông, thuốc lá, luyện đồng và sắt.
Trong vùng có khoảng hơn một chục trường đại học.